# Dallery (Familie)
Dallery ist der Name einer französischen Orgelbauerfamilie im 18. und 19. Jahrhundert. Zu ihr gehören:
- Charles Dallery (* 23. Januar 1702 in Buire-le-Sec (Pas-de-Calais); † 10. Januar 1779 in Amiens)

- Thomas-Charles-Auguste Dallery (* 4. September 1754 in Amiens; † 1. Juni 1835 in Jouy-en-Josas), dessen Sohn
- Pierre Dallery (* 6. Juni 1735 in Buire-le-Sec; † 3. Oktober 1812 in Paris), Neffe von Charles Dallery

- Pierre-François Dallery (* 1764 in Paris; † 1833 ebenda), dessen Sohn

- Louis-Paul Dallery (* 24. Februar 1797 in Paris; † nach 1843), dessen Sohn

## Pierre Dallery (1735–1812)

### Leben
Pierre Dallery war der Neffe und Schüler Charles Dallerys, des Gründers der Orgelbauerdynastie der Dallerys. Er war von 1764 bis 1778 Mitarbeiter von François-Henri Clicquot, danach arbeitete er bis 1807 selbstständig. Dallerys Cousin Thomas-Charles Dallery wurde als Orgelbauer und Erfinder bekannt. Sein Sohn Pierre-François Dallery führte die väterliche Firma bis 1825 fort, und auch der Enkel Louis-Paul Dallery war Orgelbauer.

### Werke
| Jahr      | Ort     | Kirche                     | Bild | Manuale | Register | Bemerkungen   |
| --------- | ------- | -------------------------- | ---- | ------- | -------- | ------------- |
|           | Paris   | St.-Nicolas des Champs     |      |         |          | Mit Clicquot. |
|           | Paris   | Saint-Merry                |      |         |          | Mit Clicquot  |
|           | Paris   | Sainte-Chapelle du Paris   |      |         |          | Mit Clicquot  |
| 1781–1787 | Mayenne | Ste-Suzanne                |      |         |          |               |
| 1787–1788 | Paris   | St.-Etienne des Grés       |      |         |          |               |
| 1791      | Arras   | La Madelaine               |      |         |          |               |
| 1789      |         | Missionaires de St.-Lazare |      |         |          |               |

Während der 1790er Jahre war er an der Umsetzung mehrerer Orgeln im Zusammenhang mit der Französischen Revolution beteiligt. 1795 nahm er an einer von der Commission temporaire des arts in Auftrag gegebenen Bestandsaufnahme der Pariser Orgeln durch Claude-Pierre Molard teil.